# Technopôle de Nancy-Brabois
Le Technopôle de Nancy-Brabois est un technopole situé sur les communes de Vandœuvre-lès-Nancy et de Villers-lès-Nancy au sud-ouest de Nancy. C'est l'un des premiers technopôles aménagés en France à la fin des années 1970 avec ceux de Sophia Antipolis près de Nice, de Villeneuve-d'Ascq près de Lille et d'Inovallée près de Grenoble.

## Histoire
L'idée du technopôle voit le jour en 1976–1977.
L'association Nancy Brabois Technopôle est créée en mai 2004.
En juin 2018 est créé, sous la forme d'une société d'économie mixte, le technopôle Henri-Poincaré, qui inclut le plateau de Brabois, le secteur Val de Villers-Aiguillettes (campus de la faculté de sciences), et le campus Artem.

## Caractéristiques
Le technopôle s'étend sur 576 hectares.
En 2017 il totalise 285 entreprises, 15 000 emplois, 17 000 étudiants et 2 500 chercheurs. Un quart des salariés sont des cadres, et un quart des établissements ont des activités de recherche et développement. En 2013 un peu plus de la moitié des emplois étaient des emplois publics, avec en particulier 4 700 emplois pour le CHU et 840 salariés pour l'Université de Lorraine.
En 2024 il totalise 259 entreprises, 16 000 emplois, 7 000 étudiants et 2 500 chercheurs ; 75 % des emplois étaient des emplois publics, avec en particulier 7 000 emplois pour le CHU et 3 000 salariés pour l'Université de Lorraine.[réf. nécessaire]

## Transports
Le parc technologique est desservi par plusieurs lignes de bus du réseau Stan et jusqu'en mars 2023 par une ligne de tram sur pneus. La mise en service du trolleybus desservant cette même ligne par la montée de Brabois est annoncée pour avril 2025.

## Liste des écoles et universités
- Université de Lorraine
  - Faculté de médecine
  - École nationale supérieure d'agronomie et des industries alimentaires (ENSAIA)
  - École nationale supérieure d'électricité et de mécanique (ENSEM)
  - École nationale supérieure de géologie (ENSG)
  - Un des bâtiments de la présidence de l'université de Lorraine
- École d'ingénieurs CESI - Campus d'enseignement supérieur et de formation professionnelle[10]
- Laboratoires et instituts :
  - Centre national de la recherche scientifique (CNRS)
  - Institut national de la recherche agronomique (INRA)
  - Institut de l'information scientifique et technique (INIST)
  - Institut national de recherche et de sécurité (INRS)
  - Institut national de la santé et de la recherche médicale (INSERM)

## Entreprises
Les entreprises du technopôle couvrent les domaines informatique, l'audit et le conseil financier, la santé, le génie biomédical, l'agrobioindustrie, l'environnement, l'architecture et les télécommunications.
Parmi les entreprises et instituts présents sur le site figurent les laboratoires Boiron, la Générale de téléphone, l'Institut de cancérologie de Lorraine, MGEN technologie.
Elles se répartissent de la façon suivante : 55 % en informatique/électronique/télécommunications, 20 % médical et biotechnologies, 15 % recherche et 10 % conseil et transfert de technologies